# Google Nexus

Google Nexus is een serie van mobiele toestellen geproduceerd door Google in samenwerking met verschillende hardwarefabrikanten. Alle toestellen maken gebruik van het Android-besturingssysteem, welke eveneens ontwikkeld is door Google.

## Mediaspelers

### Nexus Q
Op 27 juni 2012 presenteerde Google zijn eerste mediaspeler. De Nexus Q had al uitgebracht moeten zijn, maar door een gebrek aan mogelijkheden heeft Google de releasedatum uitgesteld. Personen die hadden gepre-ordered hebben het apparaat gratis ontvangen.

## Smartphones

### Nexus One

Begin 2010 bracht Google, in samenwerking met het Taiwanese bedrijf HTC Corporation, zijn eerste smartphone op de markt.

### Nexus S
Eind 2010 bracht Google, in samenwerking met het Zuid-Koreaanse bedrijf Samsung de Nexus S op de markt.

### Galaxy Nexus
De derde generatie van in de Nexus-serie werd in november 2011 uitgebracht, opnieuw in samenwerking met Samsung.

### Nexus 4
Eind oktober 2012 onthulde Google de vierde smartphone in de Nexus-serie, die twee weken later beschikbaar zou zijn. Ditmaal wordt er samengewerkt met de Zuid-Koreaanse fabrikant LG.

### Nexus 5
Eind oktober 2013 onthulde Google de vijfde smartphone in de Nexus-serie, die onmiddellijk beschikbaar zou zijn. Er werd opnieuw samengewerkt met de Zuid-Koreaanse fabrikant LG.

### Nexus 6
In oktober 2014 werd de Nexus 6 aangekondigd. Het toestel is ontwikkeld in samenwerking met Motorola en draait op Android 5.0 Lollipop. Al vrij snel werd een update uitgebracht om een aantal problemen op te lossen.  Vanaf begin 2015 is de telefoon algemeen verkrijgbaar in Nederland.

### Nexus 5x
Eind september 2015 werd de Nexus 5x samen met de Nexus 6P aangekondigd. Het toestel werd ontwikkeld in samenwerking met LG Electronics, draaide op Android 6.0 (Marshmallow) en heeft een schermgrootte van 5,2 inch.

### Nexus 6P
Eind september 2015 werd de Nexus 6P samen met de Nexus 5x aangekondigd. Het toestel werd ontwikkeld in samenwerking met Huawei, draaide op Android 6.0 (Marshmallow) en heeft een schermgrootte van 5,7 inch.
De 5x en 6P waren de laatste toestellen onder de naam Nexus. Tegenwoordig heeft Google 2 nieuwe high-end toestellen uitgebracht onder de naam Pixel en Pixel XL.

## Tablets

### Nexus 7

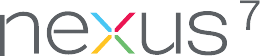

In juni 2012 werd door Google de eerste tablet in de Nexus-serie voorgesteld. De 7 inch-tablet wordt geproduceerd door de Taiwanese fabrikant Asus.

Een jaar later werd de tweede generatie van de tablet aangekondigd.

### Nexus 10
Eind oktober 2012 onthulde Google de tweede tablet in de Nexus-serie, die twee weken later beschikbaar zou zijn. Ditmaal wordt er samengewerkt met de Zuid-Koreaanse fabrikant Samsung. Met zijn schermdiagonaal van 10 inch is dit toestel het antwoord van Google op de iPad van Apple.

### Nexus 9

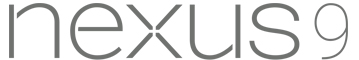

De Nexus 9 is een 9 inch-tablet die ontwikkeld werd in samenwerking met HTC. Het toestel werd aangekondigd in oktober 2014.